# 애드블록
애드블록(AdBlock→광고차단)은 구글 크롬과 애플 사파리 웹 브라우저의 광고 필터링을 할 수 있는 확장 프로그램이다. 애드블록은 광고와 같은 페이지 요소를 차단하여 보이지 않게 할 수 있다. 애드블록은 구글 크롬의 가장 인기있는 확장 프로그램이다. 뉴욕 타임즈의 기사에 따르면 2009년 12월 8일에 처음 개발되었으며, 구글 크롬에 확장 프로그램으로 지원하게 되었다. 사파리는 2010년 6월에 추가되었다.
2.0 버전부터 이 확장 프로그램은 모질라 파이어폭스의 애드블록 플러스 광고 차단 방식처럼 자원의 다운로드를 막게 되었다. 2.1 버전부터 언어별 번역을 추가하여 2010년 12월에 40개 이상의 언어를 지원한다.

## 필터
애드블록은 파이어폭스 애드블록 플러스와 같은 필터 구문을 사용하며, 기본적으로 애드블록 플러스의 구독 필터를 지원한다. 구독 필터는 애드블록 옵션 페이지의 '구독 필터' 탭에서 구독 필터 목록에서 선택하여 추가할 수 있고, 그렇지 않으면 구독 링크를 클릭하여 추가할 수도 있다.

## 같이 보기
- 광고 필터링
- 애드블록 플러스
- IE7Pro (마이크로소프트 인터넷 익스플로러)